# Кафен, Август фон
Август фон Кафен (Кавен) (нем. August von Kaven; 19 марта 1827, Бремен — 19 мая 1891, Ахен) — немецкий инженер-строитель.
Учился в ганноверском Политехникуме, в 1861—1869 гг. преподавал там же. В 1869 г. назначен первым директором Аахенской высшей технической школы.
Автор выдающихся трудов по проектированию железных дорог и строительному искусству. Особенно ценным считалось его сочинение «Применение теории откосов» (нем. «Anwendungen der Theorie der Böschungen»; Лейпциг, 1885), в котором давалась полная теории устойчивости откосов и искусственно возведенных земляных тел, с указанием на многочисленных примерах практического применения выведенных законов и формул.